# My New Celebrity Is You, Volume III
My New Celebrity Is You, Volume III — двойной студийный альбом американской певицы и пианистки Блоссом Дири, выпущенный в 1976 году на лейбле Daffodil Records.
Заглавная песня альбома, написанная Джонни Мерсером, стала последней его песней и подарком для Дири.

## Отзывы критиков
| Оценки критиков                            | Оценки критиков |
| Источник                                   | Оценка          |
| ------------------------------------------ | --------------- |
| Encyclopedia of Popular Music              | [ 2 ]           |
| The Rolling Stone Jazz Record Guide        | [ 3 ]           |
| The Rolling Stone Jazz & Blues Album Guide | [ 4 ]           |

В журнале Billboard написали: «Прекрасно оформленный сет из двух пластинок содержит 16 очень изысканных песен неподражаемой нью-йоркской певицы-пианистки. Музыканты создают утонченный аккомпанемент. Заглавная песня с эффектным сопровождением, возможно, была последней, сочинённой Джонни Мерсером, а сама Дири написала восемь песен. Лучшие песни: „My New Celebrity Is You“, „Unless It’s You“, „There Ought to Be a Moonlight Saving Time“».
Музыкальный критик Уилл Фридуолд заявил, что в альбоме есть несколько блестящих треков, особенно заглавный. Он также отметил, что Дири использует довольно раздражающее электрическое пианино и даже пытается спеть хит Роберты Флэк «Killing Me Softly with His Song», однако попытка, по его мнению, не вдохновляющая.

## Список композиций
1. «My New Celebrity Is You» (Джонни Мерсер, Блоссом Дири) — 6:12
2. «There Ought to Be a Moonlight Saving Time» (Гарри Рикман, Ирвинг Кагал) — 3:56
3. «Smiling Feet» (Блоссом Дири, Джоан Тьюксбери) — 1:55
4. «Pretty People» (Билл Энтони, Блоссом Дири) — 4:11
5. «The Christmas Card» (Блоссом Дири, Лен Зальцберг) — 4:38
6. «You’ll Never Lose the Love You Give to Me» (Блоссом Дири, Лен Зальцберг) — 4:05
7. «Killing Me Softly with His Song» (Чарльз Фокс, Норман Гимбел) — 4:19
8. «Who Knows All the Answers» (Блоссом Дири, Лен Зальцберг) — 4:46
9. «A Paris» (Блоссом Дири, Тони Проту) — 3:14
10. «Spring in Manhattan» (Элис Рич, Энтони Скебетта) — 4:39
11. «Unless It’s You» (Джонни Мэндел, Майкл Эймс) — 4:35
12. «Inside a Silent Tear» (Блоссом Дири, А. Кинг) — 4:38
13. «Long Daddy Green (The Almighty Dollar)» (Блоссом Дири, Дейв Фишберг) — 5:03
14. «Peel Me a Grape» (Дейв Фишберг) — 3:27
15. «A Song for You» (Леон Расселл) — 3:46
16. «The Pro Musiqua Antiqua» (Джонатан Туник, Стивен Винавер) — 5:56

## Участники записи
- Бас — Рон Картер
- Вокал, клавишные, продюсер — Блоссом Дири
- Губная гармоника — Тутс Тилеманс
- Гитара — Джей Берлингер
- Звукорежиссёр — Эдвард Ремусат
- Перкуссия — Джордж Девинс
- Ударные — Грейди Тейт
- Флейта — Хьюберт Лоусс